# 950

سنة 950 كانت سنة بسيطة تبدأ يوم الثلاثاء (سوف يظهر الرابط التقويم الكامل للعام) حسب التقويم اليولياني.

## مواليد
- أبو سعد عبد الرحمن بن يونس أحد أعظم فلكيي المسلمين. (توفي 1009 م)

## وفيات
- أبو نصر محمد الفارابي العالم والفيلسوف المسلم. (ولد 874 م).